# بحران شوری مسینین
بحران شوری مسینین (به انگلیسی: Messinian salinity crisis) یا رویداد مسینین (به انگلیسی: Messinian Event)، واقعه‌ای زمین‌شناختی بود که در حدود پنج میلیون سال پیش روی‌داد و بر اثر آن تنها راه ارتباطی میان دریای مدیترانه و اقیانوس اطلس، یعنی تنگهٔ جبل‌الطارق بسته‌شد. به‌دنبال قطع‌شدن ارتباط میان این دو منطقه، آب دریای مدیترانه ظرف مدت هزار سال به‌طور کامل تبخیر شد و شوره‌زار بسیار وسیعی در محلی که سابقاً دریای مدیترانه قرار داشت برجای ماند. حجم بسیار زیاد آب دریای مدیترانه که تبخیر شده‌بود، به‌تدریج توسط بارندگی وارد آب‌های آزاد شد و منجر به بالا آمدن سطح آب‌های آزاد در سراسر جهان گردید. با افزایش حجم و عمق آب‌های آزاد، غلظت نمک موجود در آب‌های آزاد به شدت کاهش یافت، که به نوبهٔ خود منجر به اختلال در گردش گرماشور و منحرف‌شدن جریان اقیانوسی گلف‌استریم شد. انحراف گلف‌استریم سبب شد که مناطق وسیعی از اروپا که عرض جغرافیایی بالایی داشتند و سابقاً به‌وسیلهٔ این جریان از اقلیمی معتدل و دلپذیر بهره‌مند می‌شدند، شرایط اقلیمی مناسب خود را از دست بدهند و اقلیمی مشابه با مناطق با عرض جغرافیایی همانند خود بیابند.

## آغاز واپسین عصر یخبندان
با تغییر اقلیم و سرد شدن هوا در اروپا، میزان بارش برف و همچنین ماندگاری آن به‌شدت افزایش یافت؛ به‌گونه‌ای که بخش‌های گسترده‌ای از این قاره که امروزه هوای معتدلی دارند هرساله تا مدت‌ها در زیر پوشش ضخیم برف باقی می‌ماندند. بارش زیاد و درازمدت برف در هر منطقه همیشه با بازخورد مثبت همراه است؛ چرا که به‌علت سپیدایی (به انگلیسی: Albedo) زیاد برف، وجود مقدار زیادی از آن در هر منطقه از زمین موجب بازتاب بخش وسیعی از تابش خورشید، و طبیعتاً کاهش دما در آن منطقه می‌شود. به عبارتی دیگر بارش برف همیشه موجب کاهش بیشتر دما، و در نتیجه بارش بیشتر برف می‌شود. این واقعیت در پنج میلیون سال پیش، و پس از بحران شوری مسینین تجلی پیدا کرد.
به‌دنبال کاهش دمای میانگین و افزایش بارش برف در اروپا، اقلیم مناطق همجوار اروپا که همیشه به‌وسیلهٔ بادها تعادلی میان خود و قارهٔ اروپا برقرار می‌کردند نیز تغییر کرد و این مناطق نیز دچار سرد شدن هوا و بارش برف شدند. به‌همین‌ترتیب به‌تدریج اقلیم سراسر مناطق جهان دگرگون، و سیارهٔ زمین وارد واپسین عصر یخبندان خود شد. این عصر یخبندان تا به امروز نیز ادامه پیدا کرده‌است. در حال حاضر ما در یکی از دوره‌های استثنایی عصر یخبندان به نام دوره‌های میان‌یخچالی به‌سر می‌بریم که در طی آن‌ها آب و هوا بسیار معتدل‌تر و ملایم‌تر می‌شود؛ اما این اعتدال به هیچ‌وجه به معنای پایان عصر یخبندان نیست.
امروزه بسیاری از دیرین‌اقلیم‌شناسان بر این باورند که بحران شوری مسینین یکی از دلایل متعدد وقوع آخرین عصر یخبندان زمین بوده‌است.